# Heinrich Hartung von Hartungen

Heinrich Hartung von Hartungen (rechts) in Jugendjahren. Links von ihm sitzend der ältere Bruder Erhard, stehend Christoph

Heinrich Hartung von Hartungen (* 21. Januar 1884 in Wien; † 11. März 1964 in Innsbruck) war ein österreichischer Diplom-Ingenieur.

## Leben
Heinrich Hartung von Hartungen wurde am 21. Januar 1884 in Wien als dritter Sohn des Christoph Hartung von Hartungen (IV.) und der Clara geb. Winter, Tochter des Großkaufmanns Carolus Antonius Franciscus Winter, geboren. Erhard (III.), Christoph (V.) und Hartmut waren seine Brüder.
Hartung von Hartungen verbrachte seine Kindheit und Jugend in Riva am Gardasee und maturierte am damaligen k.k. Staatsgymnasium in Trient. Danach absolvierte er ein praktisches Lehrjahr bei den Siemens-Schuckert-Werken in Nürnberg, dem sich ein Studium an der Technischen Hochschule Karlsruhe anschloss, wo er im Jahre 1910 zum Dipl.-Ing. promoviert wurde. In den Jahren von 1910 bis 1912 war er Bauleiter im schwierigen Abschnitt Schlossbachgraben der Mittenwaldbahn. Danach trat er in den Tiroler Staatsbaudienst ein und war zuständig für den Bau der Pitztaler Straße. 1919 heiratete Hartung von Hartungen die in Prag geborene Tochter eines Architekten und Ingenieurs.
In der Folge des Ersten Weltkriegs wurde Hartung von Hartungen in den italienischen Staatsdienst übernommen und vollendete den Bau der bereits von Österreich begonnene Fersina-Avisio-Straße bei Trient, dem die Durchführung der Melioration ausgedehnter Sumpfgebiete bei Pisa sowie die Regulierung der Dora Baltea folgten. Von 1932 bis 1942 übernahm er im Auftrage der Straßenbaudirektion der Lombardei den Um- und Ausbau wichtiger Staatsstraßen, darunter der Splügen-, Maloja-, Stilfserjoch-, Aprica- und Tonale-Passstraßen. Hartung von Hartungen erhielt für seine Verdienste vom italienischen Staat wiederholt Auszeichnungen. Im Zuge der Umsiedlung nach Nordtirol im Jahre 1942 wurde er zunächst nach Feldkirch versetzt, dann zum Vorstand des Staatlichen Baubezirksamtes in Reutte ernannt. Hier erwarb er sich nach Beendigung des Zweiten Weltkrieges große Verdienste beim Wiederaufbau der vielfach zerstörten Verkehrswege im Außerfern. Am 11. März 1964 verstarb Hartung von Hartungen in Innsbruck.